# اتفاق مستوى الخدمة

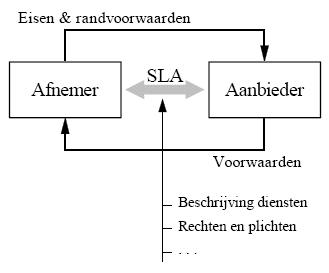
اتفاقية مستوى الخدمة بين المورد والعميل

اتفاقية مستوى الخدمة (كثيرا ما يشار إليها اختصارا باسم SLA) وهي جزء من من عقد الخدمة الذي يحدد فيه مستوى الخدمة رسميا. وفي الحياة العملية، فإن مصطلح اتفاقية مستوى الخدمة أحياناً ما يستخدم ليشير إلى وقت تسليم الخدمة أو الأداء.

## الوصف
اتفاقية مستوى الخدمة (SLA) هي اتفاقية تفاوض بين طرفين أحدهم يكون العميل والآخر هو مزود الخدمة. ويمكن أن يكون هذا العقد بطريقة رسمية أو غير رسمية (انظر إلى قسم العلاقات الداخلية). غالباً ما تسمى العقود التي تكون بين مزود الخدمة وطرف ثالث آخر (غير صحيحة) باسم SLAs- حيث أن مستوى الخدمة تم إعداده من قبل المستهلك (أساساً) والذي لا يكون بينه وبين الطرف الثالث أي اتفاقيات (وتكون هذه الاتفاقيات ببساطة هي «العقد») ومع ذلك فإن اتفاقية مستوى التشغيل (/0) OLA(s) يمكن أن تستخدم في المجموعات الداخلية لتدعيم SLA(s).
تسجل الـ SLA التفاهم المشترك بين الخدمات، والأولويات، والمسؤوليات، والضمانات والكفالات. ويجب على كل مجال من مجالات نطاق الخدمة أن يكون لديه 'مستوى الخدمة' معرف. ويمكن أن تحدد الـ SLA مستويات التوافر، والأداء والعملية، أو السمات الأخرى للخدمة مثل الفواتير. كما يمكن أن يتم تحديد مستوى الخدمة كـ «هدف» و«الحد الأدنى»، والذي يسمح للعملاء أن يتم إخبارهم بما يتوقعوا (الحد الأدنى)، بينما يتم إمداد قيمة الهدف المقاسة (المتوسط) التي توضح مستوى أداء المنظمة. وفي بعض العقود يمكن الاتفاق على العقوبات في حال عدم الامتثال للـ SLA (ولكن انظر إلى «شئون العملاء» بالأسفل). ومن المهم أن نلاحظ أن 'الاتفاقية' تتعلق بالخدمات التي يحصل عليها العميل، وليس كيف يوصلها مزود الخدمة.
تم استخدام اتفاقية مستوى الخدمة منذ أواخر عام 1980 من قبل مشغلين الخط الثابت للاتصالات كجزء من عقودهم مع عملائهم من الشركات. وقد انتشرت هذه الممارسة من هذا القبيل أن من الشائع الآن بالنسبة للعميل الدخول إلى أحد مزودي الخدمة من قبل بما في ذلك اتفاق مستوى الخدمة في طائفة واسعة من عقود الخدمة عمليا في جميع الصناعات والأسواق. الإدارات الداخلية (مثل تكنولوجيا المعلومات والموارد البشرية، والعقارات) في جو من التنظيم قد اعتمدت فكرة استخدام اتفاقات مستوى الخدمة مع عملائها «الداخلية»—للمستخدمين في إدارات أخرى داخل المنظمة نفسها. واحد يستفيد من هذا يمكن أن يكون لتمكين جودة الخدمة لتكون مع قيم التي وافقت على أو عبر مواقع متعددة بين مختلف وحدات الأعمال. وهذا يمكن القياس الداخلي كما يمكن استخدامها لاختبار السوق وتوفر المقارنة بين قيمة في المنزل، وقسم خارجي مزود الخدمة.
اتفاقات مستوى الخدمة هي، بطبيعتها، و«الناتج» يستند—نتيجة للخدمة كما وردت من قبل الزبون هو موضوع الاتفاق "." (الخبراء) مزود خدمة ويمكن التدليل على قيمة من خلال تنظيم أنفسهم مع الإبداع، والقدرة، والمعرفة اللازمة لتوفير الخدمة المطلوبة، وربما بطريقة مبتكرة. المنظمات يمكن أيضا تحديد الطريقة التي الخدمة ليتم تسليمها، من خلال مواصفات (خدمة للمواصفات المستوى)، وباستخدام الأهداف «مرؤوس» غير تلك التي تتعلق بمستوى الخدمة. هذا النوع من الاتفاق هو معروف كمدخل "" جيش لبنان الجنوبي. هذا النوع الأخير من الشرط هو أن تصبح بالية نظرا لأن المنظمات أصبحت أكثر تطلبا والتحول من منهجية إيصال خطر على لمزود الخدمة.
تم التوسع في مفهوم اتفاقيات مستوى الخدمة وتطبيقها في عدد من المؤسسات كأسلوب لقياس الخدمات الداخلية وكفاءتها واعتمادها كآلية لإعادة توزيع التكاليف وبالتالي بدأ خلال العقد الأول من القرن الحالي تدريجياً توسيع مفهوم اتفاقيات الخدمة داخل تلك المؤسسات. وأهم سمات هذا التوسع بالمفهوم هو تطوير العمل باتفاقيات الخدمة ليشمل عدد كبير من أنواع الخدمات والتي يتم تصنيفها مالياً بأنها تكاليف غير مباشرة داخل تلك المؤسسات بما يسمح بمراقبتها مالياً وإدارياً. كما تم استخدام تلك الآليات لتكون داعماً لآليات إعادة الهيكلة داخل المؤسسات.

## قياسات عام
اتفاقات مستوى الخدمة يمكن أن تحتوي على العديد من الخدمات مقاييس الأداء مع الأهداف المقابلة مستوى الخدمة. وثمة حالة شائعة في إدارة خدمات تقنية المعلومات هو مركز الاتصال أو مكتب الخدمات. مقاييس متفق عليها لفي هذه الحالات ما يلي:
- أبا (التخلي عن العملة): النسبة المئوية للدعوات التخلي عنها في الوقت الذي تنتظر أن يتم الرد عليها.
- آسا (متوسط السرعة في الإجابة): متوسط الوقت (عادة في ثانية) الذي يستغرقه للدعوة ليتم الرد عليها من قبل مكتب الخدمات.
- تي اس اف (خدمة الوقت عامل): النسبة المئوية للإجابة الدعوات في إطار زمني محدد، على سبيل المثال، 80 ٪ في 20 ثانية.
- استرداد التكاليف بالكامل (النداء الأول من القرار): النسبة المئوية من المكالمات التي لا يمكن حلها من دون استخدام أي رد أو دون الاضطرار المتصل مكالمة هاتفية من مكتب المساعدة للانتهاء من حل هذه القضية.
- تات (اتجه نحو التوقيت): الوقت المستغرق لإكمال مهمة معينة.

اتفاقات مدة التشغيل هي آخر شائع جدا متري، وغالبا ما تستخدم لخدمات نقل البيانات مثل استضافة مشتركة، خاصة ظاهرية الخادم والخادمة ق. اتفاقات مشتركة تشمل نسبة مئوية من الجهوزية الشبكة، والجهوزية، السلطة، والمبلغ المقرر لإطار الصيانة ق، إلخ...
مستوى الخدمة المسار الصحيح لكثير من المواصفات إيتيل عند تطبيقها على خدمات تكنولوجيا المعلومات.
من منظور الأعمال التجارية، قد تحتاج إلى النظر في إدارة مستوى الخدمة إذا كنت في حاجة للتمييز بين الخدمة (على سبيل المثال، إلى الذهب والفضة والبرونز أو) ولها ثمن المتباينة لكل مستوى من الخدمة.إدارة اتفاقيات مستوى الخدمات واقعيا

## الاستعانة بمصادر خارجية
الاستعانة بمصادر خارجية تنطوي على نقل المسؤولية من منظمة لأحد الموردين. إدارة هذا الترتيب الجديد هو عبارة عن العقد التي قد تشمل اتفاقية مستوى الخدمة (SLA). العقد قد تنطوي على عقوبات مالية والحق في إنهاء إذا غاب عن مستوى الخدمة باستمرار. الإعداد والمتابعة وإدارة مستوى الخدمة هو جزء هام من الاستعانة بمصادر خارجية لإدارة العلاقة مع (مكتب إدارة السجلات) الانضباط. فمن المعتاد أن يتم التفاوض على مستوى الخدمة المحددة في خط الهجوم كجزء من عقد الاستعانة بمصادر خارجية، وأنها تستخدم باعتبارها واحدة من الأدوات الأساسية للحكم الاستعانة بمصادر خارجية.